# Stratégie mixte
Pour les articles homonymes, voir stratégie (homonymie).
Une stratégie mixte en théorie des jeux est une stratégie où le joueur sélectionne au hasard le coup qu'il joue parmi les coups possibles. Cela revient à attribuer une certaine distribution de probabilité sur l'ensemble des stratégies pures du jeu. Dans certains jeux, seules les stratégies mixtes sont optimales.
Une stratégie entièrement mixte est une stratégie mixte telle que le joueur assigne une probabilité strictement positive à chaque stratégie. Ce concept est important pour le raffinement d'équilibre dit de la main tremblante.

## Illustration du concept
Considérons le jeu Pierre-feuille-ciseaux sous la forme normale suivante :
Il y a trois stratégies pures pour chaque joueur, soit : Pierre, Feuille et Ciseaux.
Si un des joueurs choisit la stratégie pure Pierre, et que le jeu se joue à répétition et qu'il fait Pierre à tous les coups, l'adversaire se rendra compte de la stratégie du premier joueur en quelques tours, il pourra vaincre son adversaire en utilisant la stratégie Feuille. Afin d'éviter de se faire prendre ainsi, un joueur devrait choisir une stratégie mixte qui consisterait à utiliser les trois stratégies pure de façon aléatoire afin d'éviter de devenir prévisible.
Pour améliorer la stratégie, il faut incorporer l'idée que si après quatre coups identiques de la part de l'adversaire (Stratégie pure), on utilisera la main qui l'aurait dominé dans les derniers tours, on peut prendre l'avantage dans les tours suivants. Cependant, il se peut que l'adversaire utilise une stratégie pure pour nous faire croire qu'il est prévisible afin de nous rendre prévisible (en répétant Ciseaux, il incite à faire Pierre, et s'il prédit correctement le moment où l'on change de stratégie, il peut prendre l'avantage en utilisant la stratégie Feuille). Mais c'est plus au niveau théorique que pratique car, la plupart des joueurs sont naturellement enclins à éviter les stratégies faciles à lire. Ils auront de la difficulté à se répéter plus de deux fois, ce qui les rend prévisibles pour un œil averti. Afin d'avoir une stratégie optimale, il faut savoir prendre en compte ces tendances inconscientes des joueurs, par exemple les hommes ont tendance à commencer davantage avec Pierre.